# Tauschwitz (Kaulsdorf)
Tauschwitz ist ein Ortsteil der Gemeinde Kaulsdorf im Landkreis Saalfeld-Rudolstadt in Thüringen.

## Lage
Tauschwitz ist über die Bundesstraße 85 erreichbar. Der Ortsteil liegt am Saaleknie nur wenige Kilometer von dem südlicher liegenden Kaulsdorf entfernt. Rechts und links der Saale etagen- und plateauartige Anhöhen des Südostthüringer Schiefergebirges.

## Geschichte
Tauschwitz wurde 1379 erstmals urkundlich erwähnt.
Die Besiedlung und Entwicklung des Dorfes ging mit der Entwicklung von Kaulsdorf und Saalfeld einher. Anders als die beiden Orte lag Tauschwitz jedoch bis 1918 im Leutenberger Gebiet der Oberherrschaft des Fürstentums Schwarzburg-Rudolstadt.